# Réclère
Réclère est une localité et une ancienne commune suisse du canton du Jura, située dans le district de Porrentruy.
Elle a fusionné le 1er janvier 2009 avec Chevenez, Damvant et Roche-d'Or pour former la commune de Haute-Ajoie.

## Curiosité naturelles
- Les grottes de Réclère
- Le préhisto-parc